# Central City (Dakota Południowa)
Central City – miasto w Stanach Zjednoczonych, w stanie Dakota Południowa, w hrabstwie Lawrence.